# Alphée (fleuve)
Pour les articles homonymes, voir Alphée.
L’Alphée (en grec ancien : Ἀλφειός / Alpheiós, moderne : Αλφειός / Alfiós) est un fleuve du Péloponnèse. Il est aussi appelé Roufia, (Ρουφιάς / Roufiás). Au Moyen Âge, il était appelé en français Charbon.

## Géographie
L'Alphée est le cours d'eau le plus long du Péloponnèse. Il prend sa source dans le plateau de Tripoli et reçoit l'émissaire du lac Taka. Il passe ensuite à Mégalopolis, dont les mines sont une source de pollution. La zone où l'Alphée reçoit le Ladon et l'Érymanthe porte le nom de Tripotamiá (en grec moderne : Τριποταμιά, « trois fleuves »). En aval, le barrage situé près d'Olympie permet d'irriguer 135 000 hectares. Sur une bonne partie de son cours, l'Alphée marque la limite entre les nomes d'Arcadie, et d'Élide.

## L'Alphée en Grèce antique
Dans l'Antiquité, l'Alphée était vénéré par les Éléens comme un dieu fleuve. Il apparaît dans plusieurs récits mythologiques. Pausanias indique que l'Alphée forme la limite entre les pays des Lacédémoniens et celui de Tégée. Il prend sa source à Philaque ; à peu de distance de là, il reçoit les eaux d'un grand nombre de fontaines, mais qui ne sont pas considérables : c'est ce qui a fait donner à ce lieu le nom de Symbola.